# Het Klooster (Nieuwegein)
Het Klooster is een wijk in Nieuwegein, in de Nederlandse provincie Utrecht. De wijk is gelegen tussen het Lekkanaal, met aan de overkant de bedrijventerreinen/wijken Plettenburg, De Wiers en Vreeswijk, het Amsterdam-Rijnkanaal, de A27 en de rivier de Lek.
Anno 2010 is er begonnen met bouw van dit nieuwe, duurzame bedrijvenpark. Vier jaar eerder was al een nieuwe, eigen afslag van de A27 geopend, die die rijksweg, door middel van een nieuwe brug over het Lekkanaal langs de Prinses Beatrixsluizen verbindt met Nieuwegein.
Voor deze tijd was het een agrarisch gebied met alleen bij de Beatrixsluizen wat aaneengesloten bebouwing. Ten noorden van de Schalkwijksche Wetering ligt het westelijkste deel van Polder Vuylkop en ten zuiden ligt het grootste deel van Polder De Wiers.

Tijdens archeologische opgravingen in 2017 werden in de bodem van Het Klooster vondsten gedaan die wijzen op bewoning van dit gebied door mensen van de prehistorische Swifterbantcultuur. Een opgraving betrof het graf van een jonge vrouw met een enkele maanden oude baby.
Woonwijken: Batau-Noord · Batau-Zuid · Blokhoeve · Doorslag · Fokkesteeg · Galecop · Hoog-Zandveld · Huis de Geer · Jutphaas-Wijkersloot · Lekboulevard · Merwestein · Stadscentrum · Vreeswijk · Zandveld · Zuilenstein

Overige wijken: Het Klooster · Hoge Landen · Laagraven-Liesbosch · Oudegein · Plettenburg · De Wiers

Voormalige gemeenten: Jutphaas · Vreeswijk

Utrecht · Plaatsen in de provincie      Nederland · Provincies · Gemeenten